# Marta Borkowska-Szydlak
Marta Borkowska-Szydlak (ur. 27 sierpnia 1935 w Warszawie, zm. 20 maja 2017 tamże) – polska elektryk i metrolog, pracownik Głównego Urzędu Miar.

## Życiorys
Szkołę podstawową ukończyła w 1948 roku, następnie uczęszczała do Liceum Ogólnokształcącego im. Narcyzy Żmichowskiej w Warszawie, gdzie zdała maturę w 1953 roku. W tym samym roku rozpoczęła studia na Wydziale Łączności Politechniki Warszawskiej, ale z powodu długotrwałej choroby zmuszona była je przerwać. Pracę w Głównym Urzędzie Miar rozpoczęła w 1961 roku i do 1964 roku zatrudniona była jako technik w Laboratorium Miernictwa Elektronicznego. Ten trzyletni okres zatrudnienia został później uznany jako praktyka zawodowa w GUM, a ze względu na specyfikę prac pomiarowych, które wykonywała w laboratorium oraz zdobyte praktyczne doświadczenie, miał on istotne znaczenie dla jej dalszej pracy, po ukończeniu studiów. W październiku 1964 roku zrezygnowała z pracy w GUM i wróciła na studia politechniczne. Ukończyła je dwa lata później, otrzymując tytuł magistra inżyniera, specjalność: technologia ciała stałego i w tym samym roku została ponownie zatrudniona w GUM na stanowisku metrologa w Zakładzie Metrologicznym Elektroniki, w Laboratorium Pomiarów Pojemności, dwukrotnie awansowała: najpierw na stanowisko starszego metrologa, a na końcu – głównego metrologa.
Z Głównym Urzędem Miar związana była przez cały okres pracy zawodowej. Zajmowała się pomiarami stratności materiałów dielektrycznych, pracami pomiarowo-kalibracyjnymi mostków L i C, pomiarami wzorców pojemności i indukcyjności. Specjalizowała się w zagadnieniach pomiarów obwodów o stałych skupionych. Uczestniczyła w pomiarach wzorca grupowego pojemności i w pracach nad ustanowieniem wzorca państwowego tej wielkości. Prace badawcze zakończyła sprawozdaniem pt. Ustanowienie państwowego etalonu pojemności (1984, współautor Krzysztof Bielak). Przez szereg lat była opiekunem tego wzorca. Na emeryturę przeszła w 1992 roku.
Zmarła w Warszawie 20 maja 2017 roku i została pochowana na Cmentarzu Wawrzyszewskim w Warszawie.

## Odznaczenia i wyróżnienia
Za swoją pracę odznaczona m.in. Złotym Krzyżem Zasługi (1990), Medalem 75-lecia Głównego Urzędu Miar (1994) i Srebrną Odznaką Jubileuszową 85-lecia Głównego Urzędu Miar.

## Zob. też
- Państwowy wzorzec jednostki miary